# Liste der Monuments historiques in Bourneau
Die Liste der Monuments historiques in Bourneau führt die Monuments historiques in der französischen Gemeinde Bourneau auf.

## Liste der Bauwerke
| Bezeichnung             | Beschreibung              | Standort | Kennzeichnung | Schutzstatus | Datum | Bild           |
| ----------------------- | ------------------------- | -------- | ------------- | ------------ | ----- | -------------- |
| Kirche St-Jean-Baptiste | Erbaut im 16. Jahrhundert | (Lage)   | PA00110055    | Classé       | 1930  | weitere Bilder |

## Liste der Objekte
- Monuments historiques (Objekte) in Bourneau in der Base Palissy des französischen Kultusministeriums